# Медаль прогресса (Королевское фотографическое общество)
Медаль прогресса (англ. Progress Medal) — высшая награда Королевского фотографического общества. Вручается за вклад в научное и технологическое продвижение фотографии или иного способа воспроизведения изображений. Учреждена в 1878 году, награждение проводится с 1878 года. Награда включает в себя серебряную медаль и почётное членство в обществе.

## Лауреаты
Медалью награждены:
- 1878: Уильям Эбней
- 1881: Уильям Уиллис[англ.]
- 1882: Леон Варнерке
- 1883: Уолтер Вудбери[англ.]
- 1884: Йозеф Мария Эдер
- 1890: Уильям Эбней
- 1891: Джеймс Уотерхаус[англ.]
- 1895: Питер Генри Эмерсон[англ.]
- 1896: Томас Рудольфус Даллмейер[англ.]
- 1897:  Габриэль Липпман
- 1898: Фердинанд Хуртер[англ.] и Веро Чарльз Дриффилд[англ.]
- 1900: Луи Артюр Дюко дю Орон
- 1901: Ричард Мэддокс
- 1902: Джозеф Суон
- 1903: Фредерик Юджин Айвз[англ.]
- 1905: Пауль Рудольф[англ.]
- 1906: Пьер Жюль Сезар Жансен
- 1907: Сенгер Шеферд[англ.]
- 1908: John Sterry
- 1909: Люмьер и сыновья[фр.]
- 1910: Альфред Уоткинс[англ.]
- 1912: Henry Chapman Jones
- 1913: Кеннет Мис[англ.]
- 1914: William B. Ferguson
- 1915: Andre Callier
- 1921: Frank Forster Renwick
- 1923: Nahum Ellan Luboshez
- 1924: Альфред Стиглиц
- 1927: Джордж Истмен
- 1928: S. E. Sheppard
- 1929: Olaf F. Bloch
- 1932: Luppo Cramer
- 1934: Гарольд Деннис Тейлор[англ.]
- 1936: Артур Сэмюэл Ньюмен[нем.]
- 1944: Francis James Mortimer
- 1946: Джон Кэпстафф[англ.]
- 1948: Лойд Джонс[англ.]
- 1949: Джон Эггерт[нем.]
- 1950: Louis Philippe Clerc
- 1951: John Dudley Johnston
- 1952: Кеннет Мис[англ.]
- 1953: Marcel Abribat
- 1954: Julian Webb
- 1956: J. D. Kendall
- 1957: Эдвин Герберт Лэнд
- 1959: Cecil Waller
- 1960: Эдвард Стайхен
- 1961: Andre Rott
- 1962: Frances M. Hamer
- 1963: Леопольд Годовский-младший[англ.] и Леопольд Маннес[англ.]
- 1964: Гарольд Юджин Эджертон
- 1965: Walter Clark
- 1966: L. Fritz Gruber
- 1967: E. R. Davies
- 1968: Константин Чибисов
- 1969: L. E. Hallett
- 1970: W. F. Berg
- 1971: E. W. H. Selwyn
- 1972: Hellmut Frieser
- 1973: T. Howard James
- 1974: Ман Рэй
- 1975: Beaumont Newhall
- 1976: W. T. Hanson
- 1977: Стивен Дальтон[англ.]
- 1978: Photographic Technology Division NASA
- 1979: Билл Брандт
- 1980: Oxford Scientific Films[англ.]
- 1981: Норман Паркинсон
- 1982: Sue Davies
- 1983: R. W. G. Hunt
- 1984: Tom Hopkinson
- 1985: Энтони Армстронг-Джонс
- 1986: Юрий Денисюк
- 1987: Roy Jeffreys
- 1988: Дэвид Хокни
- 1989: Эрик Хоскинг[англ.]
- 1990: Tadaaki Tani
- 1991: Джон Шарковски[англ.]
- 1992: G. Farnell
- 1993: Леннарт Нильссон
- 1994: Джон Уэсли Митчелл
- 1995: Томас Нолл и Джон Нолл
- 1996: Paul B. Gilman
- 1998: Эмметт Лейт
- 1999: Leo J. Thomas
- 2000: A. Zaleski
- 2001: C. T. Elliott
- 2002: Уильям Эмос[англ.] и Джон Грэхэм Уайт[англ.]
- 2003: Тим Бернерс-Ли
- 2004: Эрик Фоссум[англ.]
- 2005: Ричард Меррилл[англ.], Карвер Мид[англ.], Ричард Лион[англ.]
- 2006: Ференц Краус
- 2007: Ларри Хорнбэк[англ.]
- 2008: Дэвид Аттенборо
- 2009: Брайс Байер[англ.]
- 2010: Нобукадзу Тэраниси[англ.]
- 2011: Rodney Shaw
- 2012: Стивен Сассон[англ.]
- 2013: Пол Коркум
- 2014: Тим Уэббер[англ.]
- 2015:  Джордж Элвуд Смит
- 2016: Палмер Лаки
- 2017: Майкл Томпсетт[англ.]
- 2018:  Жак Дюбоше,  Иоахим Франк и  Ричард Хендерсон
- 2019: Алан Бовик[англ.]